# 야지마 기이치
야지마 기이치(일본어: 矢島 輝一, 1995년 4월 6일 ~ )는 일본의 축구 선수이다.

## 구단 경력
그는 2016년부터 J리그의 FC 도쿄, 오미야 아르디자에서 뛰었다.